# گلی (گروه موسیقی)
گِلِی (به ژاپنی: グレイ) نام یک گروه موسیقی راک/پاپ ژاپنی است. این گروه در سال ۱۹۸۸ توسط تاکورو (گیتاریست) و ترو (خواننده) در دوران دبیرستان در شهر هاکوداته، هوکایدو شکل گرفت. گلی در آغاز آهنگ‌هایی در سبک راک و پاپ می‌ساختند، اما آنها آثاری را با استفاده از عناصر سبک‌های مختلف از قبیل رگی و گاسپل نیز خلق کردند. گروه گلی از سال ۲۰۰۸ موفق به فروش حدود ۲۸ میلیون نسخه از آهنگ‌ها و ۲۳ میلیون نسخه از آلبوم‌هایش شد که بر پایه جدول وب‌گاه اوریکون در حدود ۳۷٬۸ میلیون از آنها مربوط به بازار ژاپن بوده‌است.

## اعضا
- ترو
- تاکورو
- هیساشی
- جیرو

## آثار

### آلبوم‌ها
| نام آلبوم                           | سال انتشار |
| ۱. 灰とダイヤモンド‎(Hai to Diamond)‎ | ۱۹۹۴       |
| ۲. Speed Pop                        | ۱۹۹۵       |
| ۳. Beat Out!                        | ۱۹۹۶       |
| ۴. Beloved                          | ۱۹۹۶       |
| ۵. Pure Soul                        | ۱۹۹۸       |
| ۶. Heavy Gauge                      | ۱۹۹۹       |
| ۷. One Love                         | ۲۰۰۱       |
| ۸. Unity Roots & Family, Away       | ۲۰۰۲       |
| ۹. The Frustrated                   | ۲۰۰۴       |
| ۱۰. Love is Beautiful               | ۲۰۰۷       |